# Lista chorążych reprezentacji Vanuatu na igrzyskach olimpijskich
Lista chorążych reprezentacji Vanuatu na igrzyskach olimpijskich – lista zawodników i zawodniczek reprezentacji Vanuatu, którzy podczas ceremonii otwarcia nowożytnych igrzysk olimpijskich nieśli flagę Vanuatu.

## Chronologiczna lista chorążych
| Lp. | Rok i miejsce        | Chorąży             | Dyscyplina    |
| --- | -------------------- | ------------------- | ------------- |
| 1   | 1988, Seul           | Olivette Daruhi     | Lekkoatletyka |
| 2   | 1992, Barcelona      | b.d.                |               |
| 3   | 1996, Atlanta        | Tawai Keiruan       | Lekkoatletyka |
| 4   | 2000, Sydney         | Mary-Estelle Kapalu | Lekkoatletyka |
| 5   | 2004, Ateny          | Moses Kamut         | Lekkoatletyka |
| 6   | 2008, Pekin          | Priscilla Tommy     | Tenis stołowy |
| 7   | 2012, Londyn         | Anolyn Lulu         | Tenis stołowy |
| 8   | 2016, Rio de Janeiro | Yoshua Shing        | Tenis stołowy |
| 9   | 2020, Tokio          | Riilio Rii          | Wioślarstwo   |